# История Анголы

## Доколониальная эпоха
- В области Лунда исследователи Ж. Жанмар, Л. Лики, А. Брейль и Дж. Д. Кларк обнаружили относительно полную последовательность культур от древнего каменного века до позднего каменного века. В верхних слоях гравия реки Луембе найдены сильно обкатанные орудия из гальки, напоминающие олдувайские. Посташельская культура Лунды получила составное название «санго/нижний лупембе». Небольшие куски красного железняка были растёрты для получения красной охры. Две радиоуглеродные датировки дают нижнюю границу этой культуры 36—34 тыс. л. н. Для Верхнего лупембе получена датировка 14 503±560 л. н., для Лупембе/читоле получена датировка 11 189±490 л. н., для Нижнего читоле получена датировка 12 970±250 л. н., для Верхнего читоле получена датировка 4700±100 л. н. Образцы наскального искусства обнаружены на самом юго-западе страны, в пустыне Мосамедиш[англ.]. В Муфо (Лунда) получена радиоуглеродная дата 36 050±2500 лет до н. э., Кангалонге (Бандейра) — >32 050 лет до н. э., Бандейра, Ангола 27 850±1650 лет до н. э., Калунда (Лунда) — 11 020±250 лет до н. э., Камиссомбо (Лунда) — 9890 ±100 до н. э., в Мунго — Ангола 8460±90 лет до нашей эры[1]. Фрагменты деревянных орудий найдены в Чамбуаге (Chambuage), Лунда[2].
- VI век до н. э. — приход на территорию современной Анголы, в то время заселённую бушменами, племён банту, обладавших навыками сельского хозяйства, обработки металлов и производства керамики[3][4].
- XIII в. — образование на землях, располагавшихся к югу от реки Конго и населённых народом конго (север современной Анголы и юго-запад современной Демократической Республики Конго) шести «княжеств»: Мбамба и Сойо на западе, Мпемба в центре, Нсунди[англ.] и Мпангу на северо-востоке, Мбатта на востоке[5].
- Конец XIII в. — объединение Нтину Вене (который стал зятем правителя «княжества» Мпемба) шести «княжеств» конго в единое королевство Конго со столицей в основанном им городе Мбанза-Конго. Бывшие «княжества» стали провинциями королевства[5][6].
- XIV—XV в. — образование на территории к югу от реки Данде государства Ндонго со столицей в Мбанза-Кабаса (этническая основа — амбунду), оказавшегося в вассальной зависимости от королевства Конго и выплачивавшего ему дань[7][8].
- XV в. — образование на населённых конго землях к северу от реки Конго (территория современной провинции Кабинда и прилегающих районов Демократической Республики Конго и Республики Конго) королевств Нгойо (столица — Мбанза-Нгойо)[9], Каконго[англ.] (столица — Кингеле)[10] и Лоанго (столица — Мбанза-Лоанго)[11], признававших верховную власть королевства Конго[5][12].
- 1482 — открытие северо-западного побережья Анголы португальской экспедицией мореплавателя Диогу Кана[13].
- 1485 — открытие всего побережья Анголы Диогу Каном во время его второго плавания[13].
- 1491 — прибытие в королевство Конго католических миссионеров, убедивших короля Нзинга а Нкуву принять 3 мая 1491 года католическое вероисповедание (король получил имя Жуан I, а Мбанза-Конго была переименована в Сан-Сальвадор)[7][14].
- 1506—1543 — правление Афонсу I (Мвемба Нзинга) в королевстве Конго: период наивысшего расцвета королевства[15][16].
- 1556 — поражение войска короля Конго Диогу I[англ.] от армии Ндонго в сражении при Кашито, после чего Ндонго перестало быть конголезским вассалом[17].
- 1560 — прибытие в Ндонго португальского посольства во главе с Паулу Диашем де Новаишем. Последний удерживался на положении пленника и смог вернуться в Лиссабон лишь в 1565 году[18].
- 1568 — нашествие вторгшихся в королевство Конго с востока кочевых племён яга[англ.], разоривших страну[5].
- 1571 — первое поражение яга, нанесённое им присланным по просьбе короля Конго Алвару I[англ.] португальским отрядом, после чего король вернулся — после полутора лет дальнейшей войны — в разорённую столицу и признал себя вассалом Португалии[5].
- 1571 — предоставление португальским королём Себастьяном I Паулу Диашу де Новаишу должности губернатора будущей португальской колонии Ангола (название восходит к нгола — титулу правителей Ндонго[8])[19].

## Установление колониального господства
- 1575, 11 февраля — высадка португальской экспедиции во главе с Паулу Диашем де Новаишем на острове Луанда[англ.]. Обосновавшись здесь, Диаш де Новаиш положил начало португальской колонии Ангола[20]. До середины XIX века главным занятием португальцев в Анголе являлась работорговля; по примерным оценкам, за 300 лет из страны вывезено (в основном в Бразилию) около 5 млн чел. Ангола в целом была больше связана с Бразилией, чем с метрополией, и после провозглашения Бразильской империи ангольские колонисты не раз выражали желание к ней присоединиться.
- 1576, лето — Паулу Диаш де Новаиш, заручившись разрешением короля Ндонго, основал на побережье севернее устья Кванзы укреплённое поселение Сан-Паулу-ди-Луанда (современная Луанда), ставшее позднее административным центром колонии[20][21].
- 1582 — основание Паулу Диашем де Новаишем, неуклонно продвигавшимся вглубь земель амбунду, укреплённого поселения Масангано[англ.] на берегу Кванзы[22].
- Около 1612 — заключение португальцами союза с кочевниками имбангала[англ.], использованный для дальнейшей португальской экспансии вглубь земель амбунду[23].
- 1617 — основание португальцами города-порта Бенгела к югу от Луанды[24].
- 1618 — уход крупной группы имбангала из района, граничащего с колонией Ангола, на крайний восток земель амбунду, где в 1620-е годы они создали государство Касанже[англ.], находившееся на левом берегу реки Кванго[25].
- 1624 — вступление на престол Ндонго королевы Нзинги Мбанди Нгола, возглавившую борьбу с португальской экспансией[26][27].

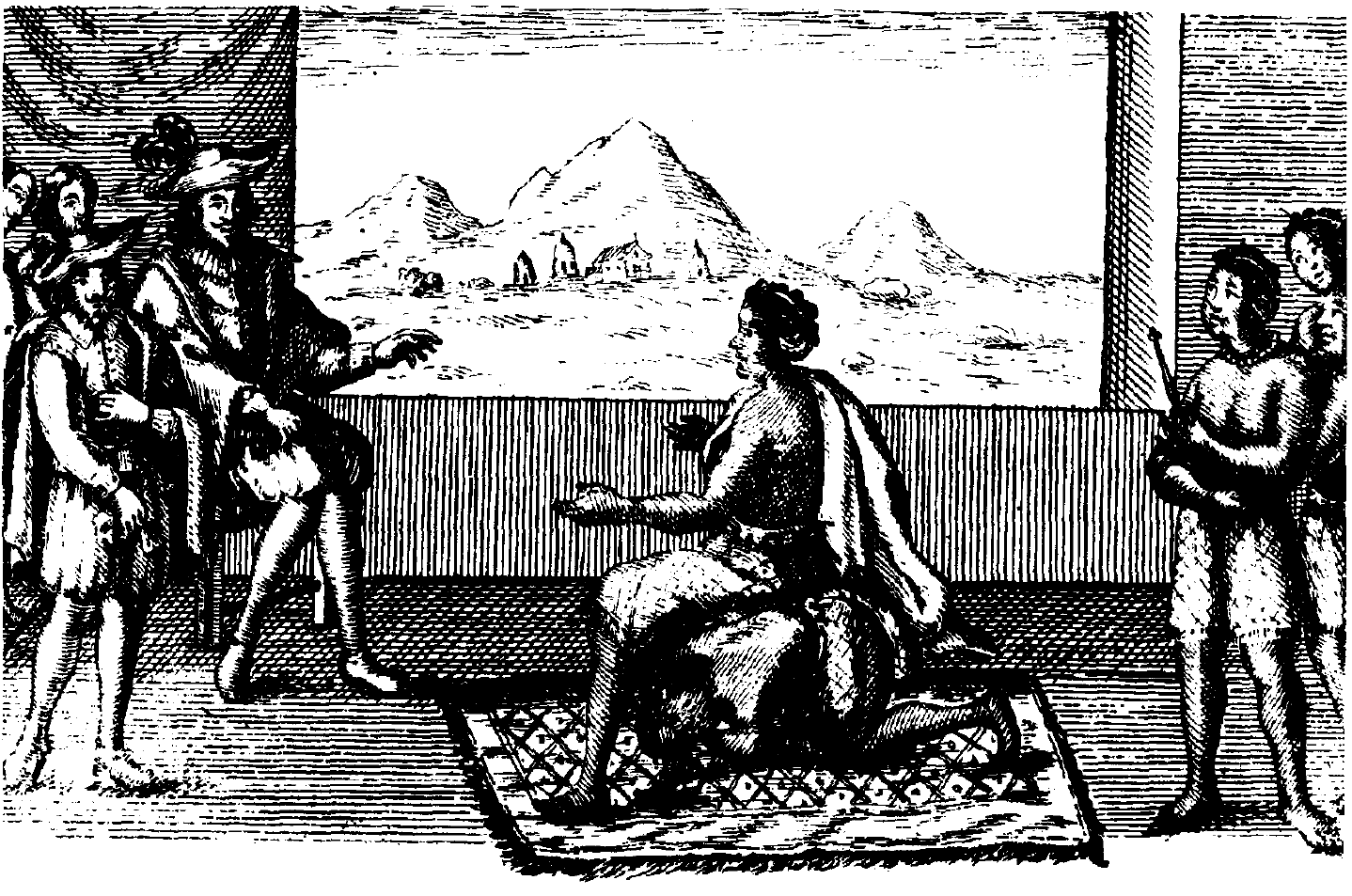
Королева Нзинга Мбанди Нгола ведёт переговоры с губернатором. Луанда, 1657 год

- 1626 — португальцы вытеснили из центральной части Ндонго (на престол которого они возвели своего ставленника) силы Нзинги Мбанди Нгола, которая перешла к партизанской войне[26].
- 1631 — Нзинга Мбанди Нгола захватила престол располагавшегося на востоке земель амбунду королевства Матамба[англ.][27].
- 1641 — захват Луанды голландцами. Голландская оккупация Анголы и союз Нзинги Мбанди Нгола с голландцами[26][28].
- 1648 — португальцы возвращают Луанду под свой контроль. Голландские войска покидают территорию Анголы[29].
- 1656 — мирный договор Нзинги Мбанди Нгола с португальцами. Она сохранила за собой престол Матамбы, которой правила до своей смерти в 1663 году[26][30].
- 1665 — образование на северо-востоке современной Анголы и в прилегающих районах Демократической Республики Конго и Замбии государства Лунда (столица — Мусумба, этническая основа — лунда)[31].
- 1665, 29 октября — поражение конголезского войска в битве при Амбуиле с португальской армией и гибель короля Антониу I, после чего Конго на десятилетия было ввергнуто в междоусобные войны[32].
- 1671, 29 ноября — португальцы захватили крепость амбунду Пунгу-а-Ндонго[англ.], завершив покорение государства Ндонго[33].
- 1769 — захват португальцами Каконды[англ.], одного из многочисленных «княжеств» овимбунду, положивший начало утверждению португальской власти над центральным нагорьем Анголы[33].
- 1774—1776 — разгром португальцами «княжеств» овимбунду Байлунду и Бие и установление португальского контроля над их территориями[33].
- 1839 — основание португальцами Мосамедиша, опорного пункта для дальнейшей экспансии на юге Анголы[34].
- 1862 — покорение португальцами государства Касанже[35].
- 1885, 1 февраля — заключение Португалией Симуламбукского договора с вождями племён на прибрежных землях Лоанго, Каконго и Нгойо (находившихся к этому времени в состоянии глубокой дезинтеграции), по которому к северу от реки Конго был создан португальский протекторат Кабинда. В соответствии с Генеральным актом, принятым Берлинской конференцией 1884—1885 гг. 26 февраля того же года, территория протектората, переименованного в Португальское Конго, была значительно уменьшена (южные его районы отошли к Независимому государству Конго)[36][37].
- 1885—1886 — подписание Португалией договоров с Бельгией (1885), Францией (1886) и Германией, которые в основном определили окончательные границы Анголы (исключая юго-восток страны)[38].
- 1891 — подписание Португалией договора с Великобританией, который завершил процесс определения границ Анголы (хотя из-за сопротивления овамбо реально продвинуться на восток от реки Кунене португальцам удалось только в 1906 году)[38].

## Колониальный режим
- 1898 — восстание гамбос (этническое подразделение овимбунду) против португальского колониального гнёта[39].
- 1902 — «война байлунду»: антиколониальное восстание, вышедшее далеко за пределы традиционного «княжества» Байлунду и продолжавшееся более четырёх месяцев[40].
- 1904, 25 сентября — поражение португальских войск в Битве при Пембе, нанесённое им объединёнными силами куамато и куаньяма (этнические подразделения овамбо)[36].
- 1916 — куаньяма (последними из подразделений овамбо) прекратили вооружённое сопротивление португальским колонизаторам[36].
- 1920, 15 мая — полуэксклав Кабинда (бывшее Португальское Конго) присоединён к Анголе[37].
- 1951, 11 июня — Ангола получает статус «заморской провинции» Португалии[41].

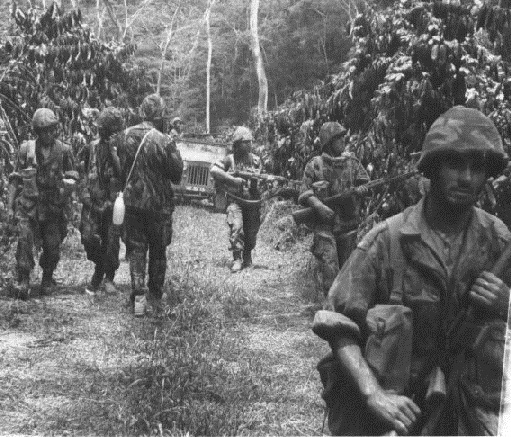
Португальские солдаты в Анголе во время Ангольской войны за независимость

- 1954, 10 июля — создание Союза народов северной Анголы во главе с Холденом Роберто. В 1958 году преобразован в Союз народов Анголы, в 1962 году — в Национальный фронт освобождения Анголы (ФНЛА), антиколониальную националистическую организацию баконго под руководством Роберто. Учреждены вооружённые силы ФНЛА — Армия национального освобождения Анголы (ЭЛНА)[42].

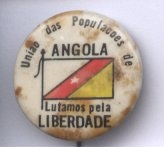
Эмблема УПА

- 1956, 10 декабря — объединением PLUAA и PCA создано Народное движение за освобождение Анголы (МПЛА), антиколониальная марксистская организация просоветской и прокоммунистической ориентации[41].
- 1961, 4 февраля — нападение на полицейский участок и тюрьму в Луанде: начало войны за независимость Анголы[41].
- 1961, 15 марта — вторжение в Анголу с конголезской территории боевиков УПА во главе с Холденом Роберто[41].
- 1962, 27 апреля — образовано Революционное правительство Анголы в изгнании (ГРАЕ) во главе с Холденом Роберто[43].
  - На конференции МПЛА президентом организации избран Агостиньо Нето.
  - Сформировано вооружённое крыло МПЛА — Народная армия освобождения Анголы (ЭПЛА), первым командующим стал Мануэл Лима.
- 1963, 4 августа — создание Фронта за освобождение анклава Кабинда (ФЛЕК) во главе с Луишем Ранке Франке, добивавшегося создания на территории Кабинды независимого государства[43].
- 1966, 13 марта — создан Национальный союз за полную независимость Анголы (УНИТА) во главе с Жонасом Савимби. В сентябре и декабре повстанческие формирования УНИТА — Вооружённые силы освобождения Анголы (ФАЛА) — наносят первые удары по объектам колониальной администрации[43].

## Переходный период
- 25 апреля 1974 — Революция гвоздик в Португалии. С мая 1974 года новое руководство Португалии начинает переговоры о предоставлении независимости с национально-освободительными движениями португальских колоний. Португальские поселенцы начинают в массовом порядке покидать Анголу, как и другие «заморские территории».
- 15-16 июля 1974 — кровопролитные столкновения в трущобах Луанды между ополчениями сторонников деколонизации и правых белых поселенцев.
- 1 августа 1974 — армия МПЛА — ЭПЛА — преобразуется в Народные вооружённые силы освобождения Анголы (ФАПЛА).
- 23 октября 1974 — подавлена попытка переворота, предпринятая Ангольским фронтом сопротивления.
- 15 января 1975 — МПЛА, ФНЛА и УНИТА заключают с революционной португальской администрацией Алворское соглашение о создании переходного коалиционного правительства, которое осуществит деколонизацию Анголы.
- 25 марта 1975 — на ангольскую территорию вступают регулярные войска Заира.
- Июль 1975 — срыв Алворского соглашения. В Луанде идут бои между формированиями МПЛА, ФНЛА, УНИТА, Восточного восстания Чипенды. Военный контроль над столицей Анголы устанавливает МПЛА.
- 1 августа 1975 — УНИТА официально объявляет войну МПЛА. Начинается гражданская война в Анголе.
- 21 августа 1975 — в Анголу прибывают первые кубинские военные на помощь МПЛА.
- 23 октября 1975 — на территорию Анголы вступают войска ЮАР. Первоначально планируется лишь создание буферной зоны к северу от анголо-намибийской границы, но происходит постепенное втягивание в войну, начинается марш на Луанду со скоростью до 170 км в день[44].
- 4 ноября 1975 — начинается полномасштабная кубинская интервенция в Анголу.
- 10 ноября 1975 — битва при Кифангондо. ФАПЛА и кубинцы наносят поражение силам ФНЛА — формированиям ЭЛНА, заирской армии, португальским боевикам и южноафриканскому подразделению. Наступление на Луанду остановлено и отброшено. В ходе войны обозначился перелом.

## Независимая Ангола

### 1970-е. Утверждение власти МПЛА
- 11 ноября 1975 — провозглашение независимой Народной Республики Ангола (НРА). Принята первая Конституция НРА. Первым президентом Анголы стал лидер просоветского марксистского движения группировки МПЛА Агостиньо Нето, премьер-министром — Лопу ду Нашсименту. Силовые ведомства возглавили руководящие функционеры МПЛА: правительственную армию ФАПЛА — Энрике Каррейра, полицейский корпус — Сантана Петрофф, службу госбезопасности DISA — Луди Кисасунда и Энрике Онамбве. Бюджетную политику определял близкий к президенту министр финансов Сайди Мингаш.

В тот же день УНИТА учредила своё государственное образование, получившее название Социальная Демократическая Республика Ангола со столицей в городе Уамбо. ФНЛА провозгласил Демократическую Республику Ангола со столицей в Амбрише. В Анголе разгорелась гражданская война.
- 23 ноября 1975 — в Уамбо объявлено об объединении ДРА с СДРА в Народно-Демократическую Республику Ангола (НДРА) и создании коалиционного правительства ФНЛА—УНИТА. Холден Роберто и Жонас Савимби являлись сопрезидентами НДРА, премьер-министрами — Джонни Эдуардо Пиннок (ФНЛА) и Жозе Нделе (УНИТА). Однако эта структура, получившая название Объединённый национальный совет революции[46], фактически просуществовало лишь до 30 января 1976 и формально — до 11 февраля 1976.
- Январь 1976 — массированное наступление правительственных войск МПЛА и кубинских экспедиционных войск на севере Анголы. Совершается полный разгром ЭЛНА. Лидер ФНЛА разгромлены, Холден Роберто покидает страну. Разворот правительственных и кубинских сил на юг, против УНИТА и армии ЮАР.
- 8 февраля 1976 — правительственные и кубинские войска взяли Уамбо — повстанческую столицу УНИТА. Савимби начинает Longa Marcha — Длинный марш, полугодовой боевой переход войск ФАЛА.

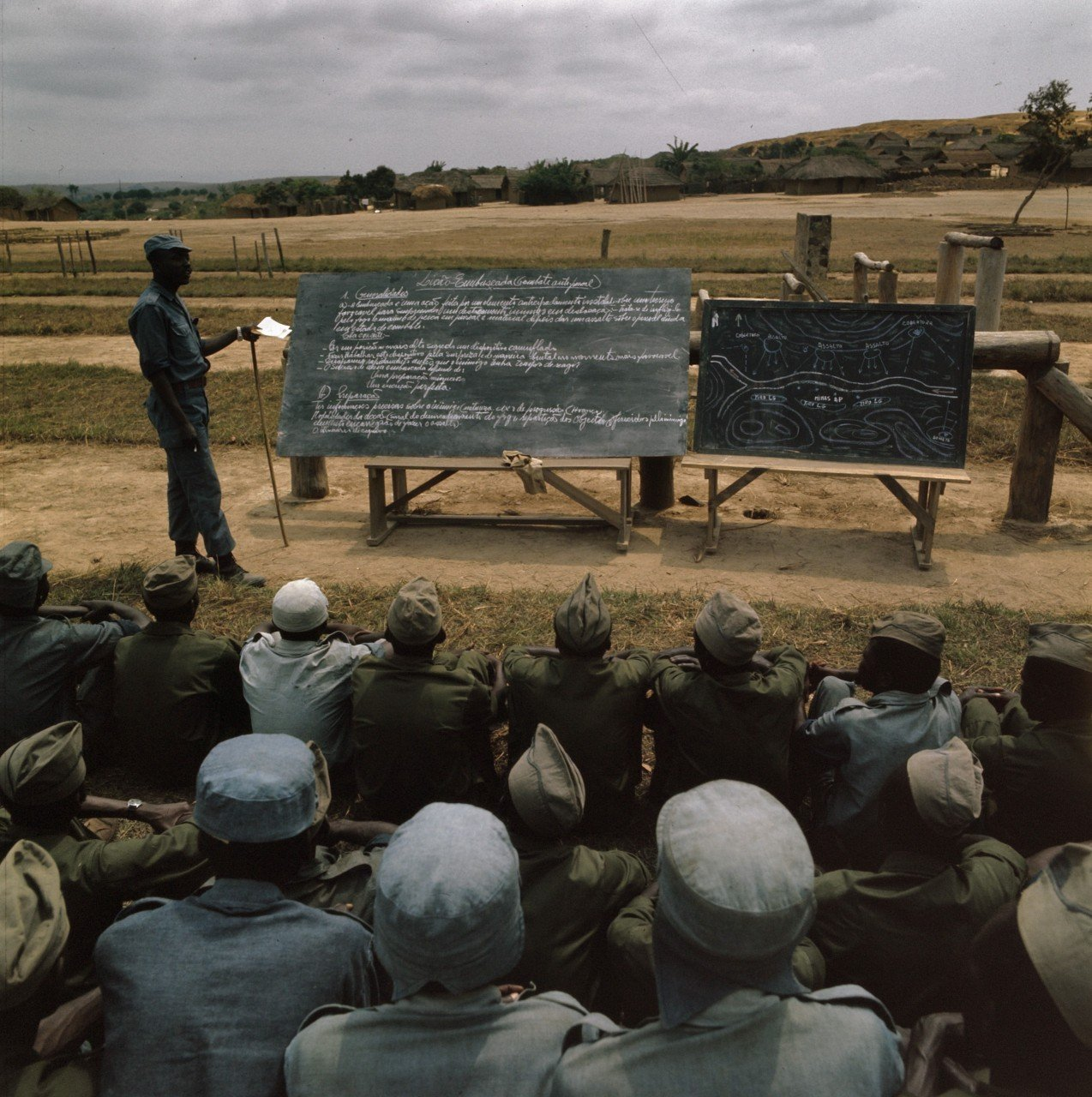
Солдаты FNLA в тренировочном лагере в Заире

- Февраль 1976 — правительственные и кубинские войска устанавливают контроль МПЛА над всеми крупными городами Анголы.
- Март 1976 — войска ЮАР покидают Анголу. Первый этап гражданской войны завершается победой МПЛА: партийно-правительственная администрация установлена практически на всей территории страны (кроме некоторых труднодоступных районов), получено международное признание, ФАПЛА показали свою боеспособность, на постоянной основе размещаются союзные кубинские войска.
  - Политбюро МПЛА, по предложению Ниту Алвиша, объявляет враждебными структурами внутреннюю оппозицию — Коммунистическую организацию Анголы и группу Активное восстание. Их члены и сторонники подвергаются репрессиям.
- 10 мая 1976 — конференция УНИТА в селении Сандона (провинция Мошико) принимает Manifesto do Rio Cuanza — Манифест реки Кванза. В этом документе выражалась готовность довести до победного конца войну против МПЛА, Кубы и СССР[47].
- Июнь-июль 1976 — процесс над наёмниками в Луанде укрепляет престиж властей НРА.

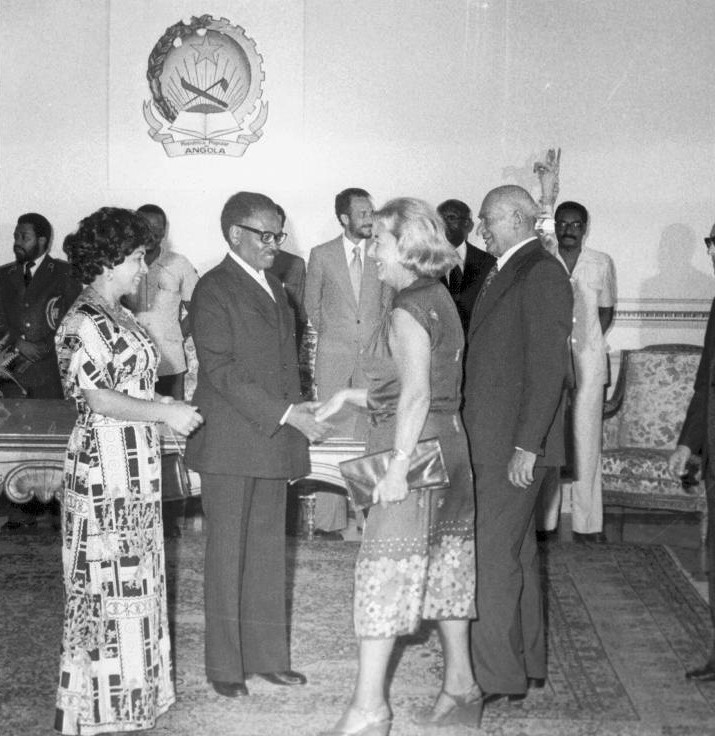
Агостиньо Нето встречает посла ПНР в Анголе

- 28 августа 1976 — «Длинный марш» ФАЛА завершён в провинции Уамбо. Жонас Савимби объявляет переход к партизанской войне против МПЛА с опорой на собственные силы УНИТА[48].
- 27 мая 1977 — внутрипартийные противоречия в МПЛА выливаются в ортодоксально-коммунистический мятеж «фракционеров». Во главе выступления экс-министр внутренней администрации Ниту Алвиш, политкомиссары ФАПЛА Жозе Ван Дунен, Луиш душ Пасуш, командир спецназа Жакоб Каэтану, лидер молодёжи МПЛА Сита Валлиш и другие радикалы. Несколько человек из окружения Нето, в том числе Сайди Мингаш, взяты в заложники и убиты. Выступление подавлено правительственными силами при решающей помощи кубинских войск[49]. Десятки тысяч человек подвергнуты репрессиям DISA[50].
- Декабрь 1977 — съезд МПЛА провозглашает марксизм-ленинизм официальной идеологией партии. Партийно-государственное руководство резко ужесточает внутреннюю политику.
- 22 июня 1979 — президент Нето принимает решение о расформировании DISA. Снят с поста и выведен из партийного руководства Луди Кисасунда. На руководство DISA возлагается ответственность за «допущенные эксцессы»[51]. Воссоздано Министерство внутренних дел Анголы (MININT).
- 10 сентября 1979 — кончина Агостиньо Нето. Вторым президентом Анголы и лидером МПЛА становится Жозе Эдуарду душ Сантуш.

### 1980-е. Консолидация режима на фоне гражданской войны
- 23 августа 1980 — первые в НРА выборы в однопалатный парламент проводятся в условиях однопартийной системы. Все 229 мандатов получают представители МПЛА.
- 11 ноября 1980 — Жозе Эдуарду душ Сантуш принимает присягу в качестве президента НРА. Изменения в Конституцию 1975 года окончательно утверждают принцип руководящей роли МПЛА и усиливают партийный контроль над избирательным процессом. В партийно-государственном руководстве производятся крупные перемены — отправлены в отставку министр обороны НРА Энрике Каррейра и генеральный секретарь МПЛА Лусио Лара, ближайшие сподвижники покойного Нето. Консолидация власти президента душ Сантуша происходит на фоне непрекращающейся гражданской войны с УНИТА и постоянных вооружённых столкновений с ЮАР.
- 7 июля 1980 — учреждено Мингосбезопасности (MINSE), новый орган госбезопасности. Министром назначен Кунди Пайхама, впоследствии Дину Матрос.
- 2 июня 1985 — в военной столице УНИТА городе Джамба проходит международная конференция партизан-антикоммунистов.
- 9 декабря 1986 — вторые выборы в парламент НРА. Из 289 мандатов 173 получают представители МПЛА, 116 — беспартийные кандидаты.
- 30 января 1987 — Жозе Эдуарду душ Сантуш вторично приносит присягу в качестве президента Анголы.
- Август 1987 — март 1988 — Битва при Квито-Кванавале: ожесточённые бои на юге Анголы в районе Квито-Кванавале (считающиеся самыми масштабными на континенте после II Мировой войны[52]). Правительственные войска при кубинской помощи пытаются покончить с формированиями УНИТА; УНИТА при южноафриканской помощи пытается развить наступление. Ни одна из сторон не достигает своей цели. При этом выявляется военно-политическое ослабление режима апартеида в ЮАР.

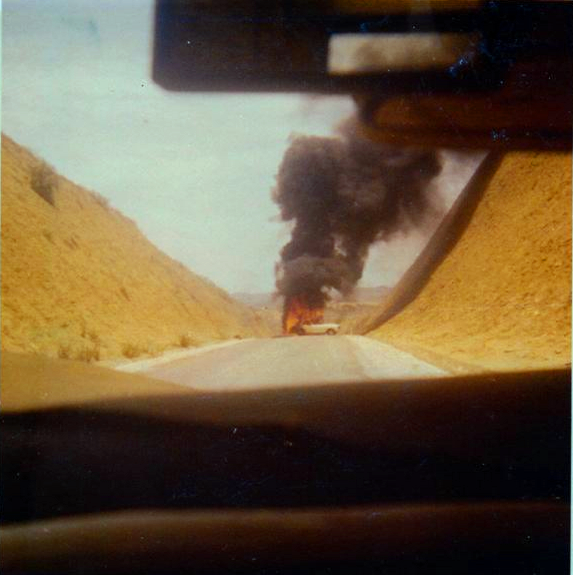
Горящая машина MPLA около Сумбе, 1975 г.

- 22 августа и 22 декабря 1988 — президент Анголы Жозе Эдуарду душ Сантуш и лидер УНИТА Жонас Савимби подписали соглашения о прекращении огня и национальном примирении (позже соглашение было нарушено и военные действия возобновились).
- 1989 — военная активизация УНИТА, ФАЛА наносит удары в окрестностях Луанды.

### 1990-е. Политические реформы. Попытки урегулирования и кульминация гражданской войны

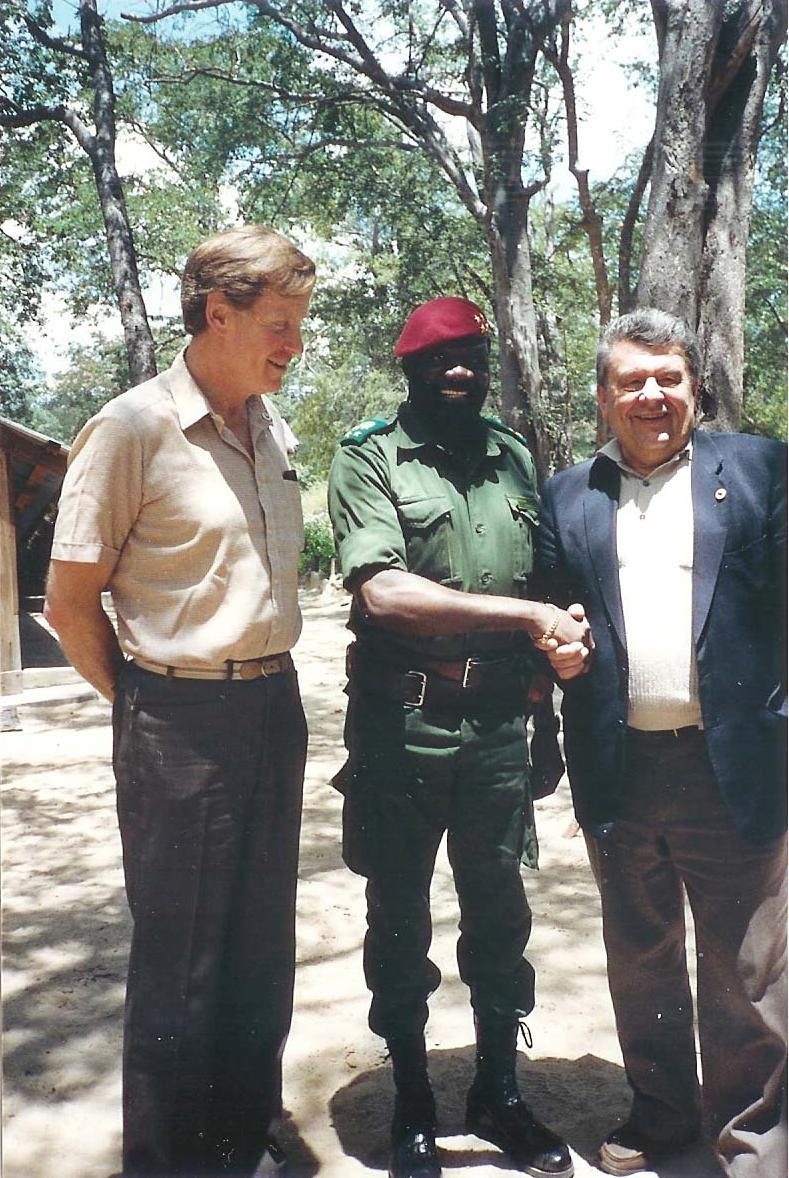
Жонас Савимби с представителями Европарламента

- 1990 — МПЛА отказывается от марксизма-ленинизма как партийной идеологии, объявляет о переходе к многопартийной демократии и рыночной экономике.
- 23 февраля 1991 — расформирование MINSE.
- 31 мая 1991 — в Лиссабоне при участии Португалии, США и СССР заключаются Бисесские соглашения о мирном урегулировании между правительством МПЛА и движением УНИТА. Из Анголы полностью выведены кубинские войска.
- 25 августа 1992 — принята новая Конституция, устанавливающая многопартийную систему и президентскую республику. НРА переименована в Республику Ангола. Лишившись советской поддержки, МПЛА налаживает отношения с Западом. Назначаются многопартийные выборы с участием УНИТА и ФНЛА, объявляется амнистия, разрешается возврат политэмигрантов (в том числе Холдена Роберто).
- 29 сентября—30 сентября 1992 — первые многопартийные выборы в истории Анголы. На пост президента претендуют 11 кандидатов, на мандаты в Национальной ассамблее — 18 партий. Согласно объявленным итогам, душ Сантуш получает 49,6 % голосов, Савимби — 40,1 %, Роберто — 2,1 %; МПЛА — 129 мандатов из 220, УНИТА — 70, ФНЛА — 5. Оппозиция, прежде всего УНИТА заявляет о фальсификациях и не признаёт результаты выборов.
- 30 октября—1 ноября 1992 — Резня на Хэллоуин, массовые убийства членов УНИТА и ФНЛА, а также многих овимбунду и баконго. Второй тур выборов сорван. УНИТА отказывается от легальных методов борьбы и вновь делает ставку на военное решение. Гражданская война возобновляется с небывалой интенсивностью.
- 9 января—6 марта 1993 — Война 55 дней, последняя крупная военная победа УНИТА. ФАЛА под командованием Савимби вновь захватывают Уамбо. К концу года УНИТА берёт под контроль до двух третей территории Анголы (преимущественно сельские районы внутренних провинций, населённые овимбунду).
- 25 марта 1994 — создание в структуре MININT нового органа госбезопасности SINFO (в 2002 преобразована в самостоятельное ведомство).
- 15 ноября 1994 — Лусакский протокол, новое мирное соглашение о прекращении огня и создании коалиционного правительства между МПЛА и УНИТА.
- 1998 — очередное резкое обострение политической ситуации, возобновление столкновений между МПЛА и УНИТА. Раскол в оппозиции, создание проправительственной партии Обновлённая УНИТА, в которую переходят бывшие сподвижники Савимби, согласные на примирение с МПЛА.
- 1999 — массированное наступление правительственных войск на позиции УНИТА. Войска Савимби с боями оставляют свои основные политические центры — Уамбо, Баилундо, Андуло. 24 декабря пал военный оплот УНИТА — Джамба. Савимби и его ближайшие соратники возобновляют партизанскую войну в кочевом режиме.

### 2000-е. Завершение войны и укрепление режима

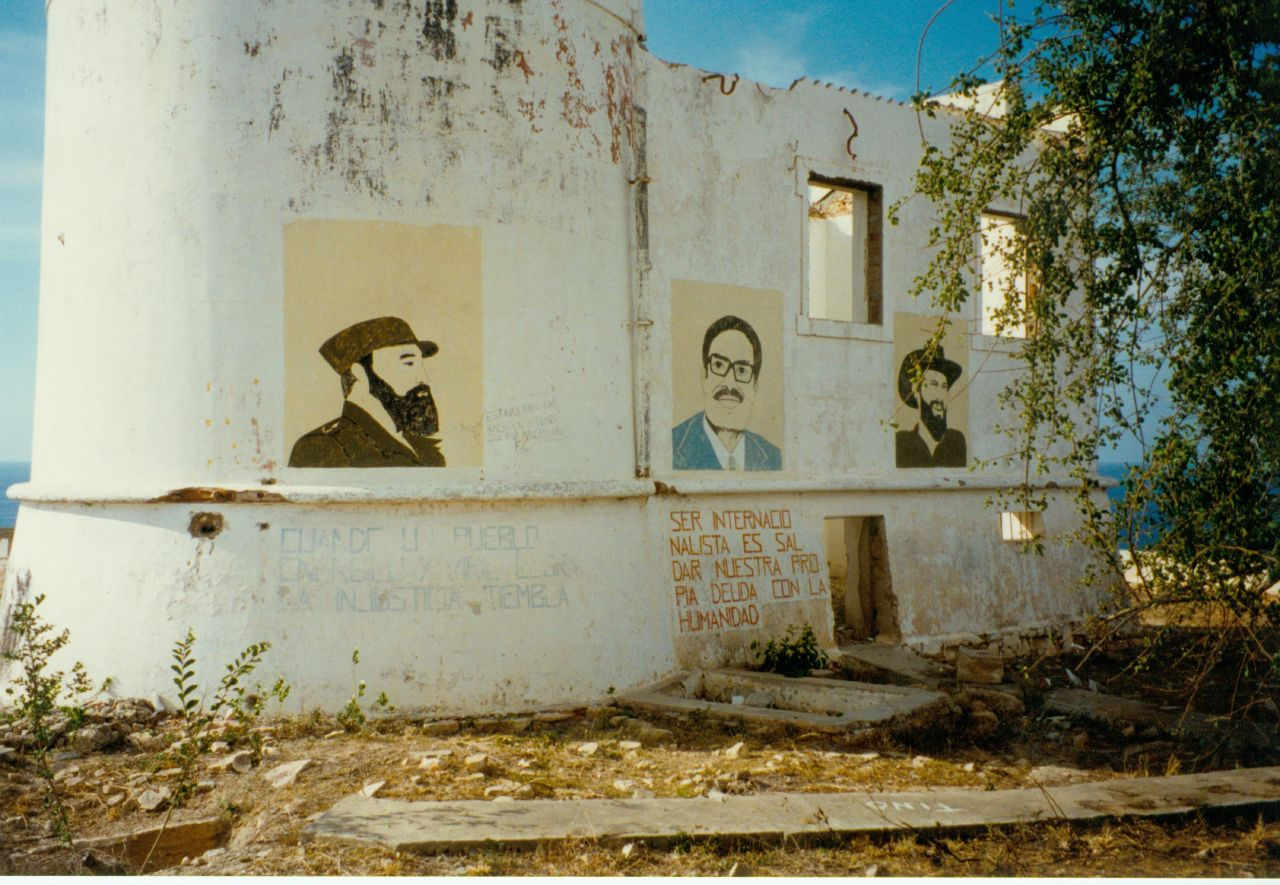
Разрушенные дома — последствия гражданской войны

- 22 февраля 2002 — гибель Жонаса Савимби в бою с правительственным спецназом. Новое руководство УНИТА во главе с Паулу Лукамбой и Исайашем Самакувой соглашается на переговоры. 15 марта начинаются переговоры между представителями правительства и нового руководства УНИТА. 4 апреля подписан Меморандум о взаимопонимании — новое мирное соглашение. УНИТА в основном принимает условия урегулирования, выдвинутые правящей МПЛА, и становится легальной оппозицией. Конец гражданской войны в Анголе (1975—2002)[53].
- 2 августа 2007 — кончина Холдена Роберто. Раскол ФНЛА на группировки Лукаса Нгонды Бенги и Нголы Кабангу.
- 5 сентября 2008 — парламентские выборы фиксируют резкое падение влияния оппозиции. МПЛА получает 81,6 % и 191 мандат, УНИТА — 10,4 % и 16 мандатов, ФНЛА — 1,1 % и 3 мандата. Президентские полномочия душ Сантуша подтверждаются автоматически.

### 2010-е. Обострение политических конфликтов

##### Последний этап президентства душ Сантуша

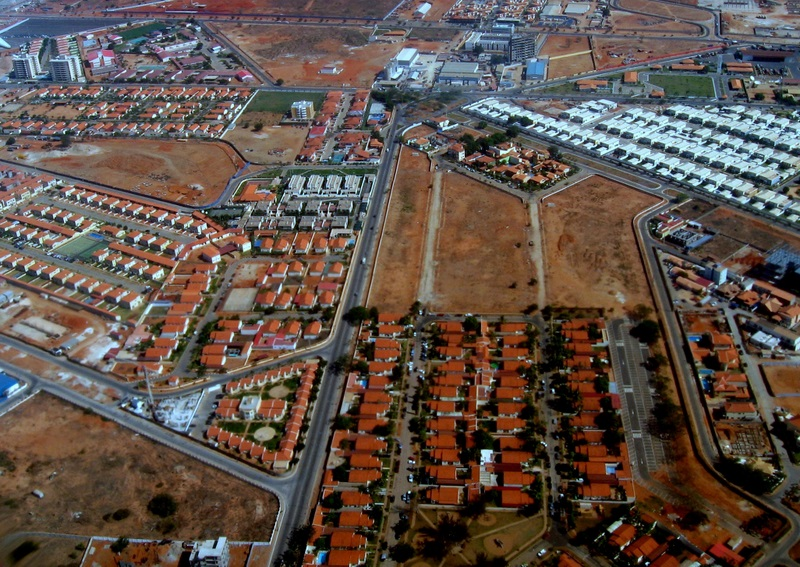
В последние годы Ангола переживает резкий экономический подъём. На фото — жилые пригороды Луанды

- 21 января 2010 — Национальная ассамблея утверждает новую Конституцию Анголы. Прямые выборы президента официально отменяются (хотя они фактически не проводились и ранее, за исключением первого тура перед Резнёй Хэллоуин), главой государства становится первый номер избирательного списка партии, победившей на парламентских выборах. Президентские полномочия дополнительно расширяются, отменяется пост премьер-министра, вводится институт вице-президентства. Парламентская фракция УНИТА бойкотировла голосование, заявив о недемократичности конституционного процесса.
- 5 марта 2010 — спецслужба SINFO преобразована в Службу разведки и госбезопасности (SINSE).
- 7 марта 2011 — протестные антиправительственные выступления под влиянием Арабской весны. УНИТА воздерживается от оппозиционной активности, во главе движения — рэпер Иконокласта. МПЛА организовала в ответ массовые демонстрации госслужащих. Принимается новая конституция.
- 26 апреля 2012 — зарегистрирована партия радикальной оппозиции — Широкая конвергенция за спасение Анголы (КАСА) во главе с бывшим офицером военной разведки УНИТА Абелем Шивукувуку.
- 27 мая 2012 — уличные столкновения в Луанде (совпавшие с 35-й годовщиной «мятежа фракционеров»). Большинство протестующих демобилизованные солдаты. Правительственные силы жёстко подавляют протесты, два человека погибли. Возникает внутренний конфликт руководящих силовиков, в результате которого отправлен в отставку министр внутренних дел и начальник службы госбезопасности Себаштьян Мартинш.
- 31 августа 2012 — на очередных парламентских выборах вновь побеждает МПЛА: 71,84 % и 175 мандатов из 220 в Национальной ассамблее. Отмечается рост влияния УНИТА — 18,7 % и 32 мандата. На третье место выходит партия КАСА — 6 % и 8 мандатов. ФНЛА получил 1,!% и 2 мандата. Президент душ Сантуш автоматически сохранил свой пост.
- 23 ноября 2013 — новая волна оппозиционных протестов и преследований, аресты активистов КАСА, убийство одного из них.
- 31 августа 2015 — президент душ Сантуш выступил с обращением о принятии закона, постановляющего закрыть все мечети в стране, само исповедание ислама запрещено до дальнейших распоряжений[54].
- 2 декабря 2016 ЦК МПЛА утвердил список кандидатов партии на парламентских выборах, предстоящих в августе 2017. Первым номером в список включён министр обороны Анголы, вице-председатель МПЛА Жуан Лоренсу. Таким образом, он объявлен преемником президента душ Сантуша[55].
- 23 августа 2017 — очередные парламентских выборы: МПЛА получает 61,1 % голосов и 150 мандатов, УНИТА — 26,7 % и 51 мандат, КАСА — 9,5 % и 16 мандатов. Эти результаты явились наибольшим успехом оппозиции в электоральной истории Анголы, однако правящая партия сохранила прочное большинство[56].

#### Президентство Жуана Лоренсу
- 26 сентября 2017 — Жуан Лоренсу вступил в должность президента Анголы (Жозе Эдуарду душ Сантуш остался председателем МПЛА)[57]. Началась антикоррупционная кампания, отстранён от должности госминистра по безопасности генерал Копелипа и от руководства нефтяной госкомпании — дочь экс-президента Изабель душ Сантуш.
- 8 сентября 2018 — внеочередной VI съезд МПЛА: Жуан Лоренсу сменяет душ Сантуша на посту председателя (президента) МПЛА (вице-президентом партии становится Луиза Дамиан). Группа консервативных функционеров выведена из Политбюро, на их места кооптированы сторонники нового президента. Лоренсу объявляет «крестовый поход против коррупции и кумовства»[58], подвергает предшественника критике за авторитарное правление и коррупцию[59]. Бывший президент душ Сантуш покидает Анголу.
- 26 февраля 2019 — Абел Шивукувуку отстранён от руководства КАСА и покидает партию.
- 1 июня 2019 — перезахоронение Жонаша Савимби в родовом селении Лопитанга (муниципалитет Андуло)[60].
- 15 июня 2019 — чрезвычайный VII съезд МПЛА. Жуан Лоренсу (уже в отсутствие душ Сантуша) подтверждает курс реформ и борьбы с коррупцией и предостерегает своих противников от шантажа и угроз[61]. Обновляется состав ЦК и Политбюро, новым генеральным секретарём избран Паулу Помболо (вместо Алвару Боавиды Нето, известного сторонника душ Сантуша)[62].
- 15 ноября 2019 — XIII съезд УНИТА избирает третьим председателем партии Адалберту Кошта Жуниора.

### Начало 2020-х
- 2020—2022 — обострение социально-политического противостояния: разгон студенческих демонстраций в Луанде, столкновения полиции с шахтёрами в Кафунфо-Куанго (Северная Лунда), забастовка водителей такси в Луанде, кровопролитие на демонстрациях УНИТА в Бенгеле. Оппозиция требует ухода от власти МПЛА и президента Лоренсу. На ключевые силовые посты заранее назначены доверенные генералы — директор SINSE Фернандо Миала, министр внутренних дел Эужениу Лаборинью, начальник президентской службы безопасности Франсишку Фуртадо и другие.
- 19 сентября 2021 — на съезде ФНЛА президентом партии избран Ними Йя Симби, противоборствующие группировки Нголы Кабангу и Лукаса Нгонда Бенги декларируют примирение.
- 27 мая 2022 — Конституционный суд зарегистрировал Гуманистическую партию Анголы во главе с Флорбелой Малакиаш.
- 24 августа 2022 — парламентские выборы, МПЛА, несмотря на серьёзные электоральные потери, сохраняет большинство: около 52 %, 124 мандата. УНИТА получает более 44 % и 90 мандатов. В парламент также проходят по 2 депутата от ФНЛА, Партии социального обновления и Гуманистической партии. Жуан Лоренсу остаётся главой государства, новым вице-президентом, вместо Борниту ди Соуза, становится Эсперанса да Кошта. УНИТА отказывается признать объявленные итоги голосования, обвиняя власти в фальсификациях.